# Sinfonia n. 27 (Haydn)
La Sinfonia n. 27 in sol maggiore di Franz Joseph Haydn fu composta  nel decennio 1750 - 1759, tuttavia non è stata inserita nel catalogo Hoboken rispettando l'ordine cronologico di composizione. Una copia di questa sinfonia fu scoperta a Sibiu, Romania, nel 1946. Nel 2007, Franz Koglmann ha scritto "Passeggiate Notturne" in onore di Sibiu,  includendo citazioni da questa sinfonia. Il secondo movimento è descritto da Robbins Landon come un Andante più italiano che qualcuno scritto di Napoli ossia Palermo.

## Discografia
- Philharmonia Hungarica, Antal Doráti, Decca 425926-2[1]
- Orchestra Haydn di Trento e Bolzano, Peter Burwik, con Passeggiate Notturne di Franz Koglmann
- Philharmonia Rumana, Vilmos Tatrai